# Dział (Czarny Dunajec)
Dział ist ein Dorf der Gemeinde Czarny Dunajec im Powiat Nowotarski der Woiwodschaft Kleinpolen in Polen in der Region Podhale. Das Dorf liegt in der Talsenke Kotlina Nowotarska ca. 20 km nördlich von Zakopane und 5 km westlich von Nowy Targ.

## Sehenswürdigkeiten
Der Ortsname lässt sich als Scheide übersetzen. Er rührt daher, dass durch den Ort die Wasserscheide zwischen den Einzugsgebieten des Dunajec, dessen Wasser in die Ostsee, und der Orava, deren Wasser in das Schwarze Meer fließen, verläuft.